# Calliphlox
Calliphlox es un género de aves apodiformes perteneciente a la familia Trochilidae, actualmente monotípico después de que otras cuatro especies anteriormente colocadas en el presente fueron transferidas para otros dos géneros como resultado de análisis filogenéticos que demostraron que el presente no era monofilético. Son conocidas popularmente como colibríes.

## Etimología
El nombre genérico femenino «Calliphlox» se compone de las palabras del griego «kallos» que significa ‘belleza’, y «phlox» que significa ‘fuego, llama’.

## Taxonomía
El género Calliphlox fue propuesto por el ornitólogo alemán Friedrich Boie en  1831; la especie tipo subsecuentemente desginada fue Trochilus amethystinus, actual Calliphlox amethystina.
Los estudios filogenéticos demostraron que las especies Calliphlox evelynae y Calliphlox lyrura de las Bahamas, formaban un clado con los géneros Mellisuga y Archilochus, por lo que fueron transferidas para un género resucitado Nesophlox; por otro lado las especies Calliphlox bryantae y Calliphlox mitchellii formaban un clado con los géneros Eulidia, Microstilbon y Chaetocercus, por lo que fueron transferidas para un género resucitado Philodice.
Como consecuencia de estos cambios taxonómicos, Calliphlox se volvió monotípico.